# Ben Savage
Bennett Joseph Savage (Chicago, Illinois, 13 de setembro de 1980) é um ator e diretor norte-americano.[carece de fontes?] Ficou conhecido com o papel de Cory Matthews na série Boy Meets World (1993-2000), no Brasil exibido pelo SBT e pelo canal pago Disney Channel. Ben repetiu o personagem Cory na série, Girl Meets World (2014–2017).

## Biografia
Savage nasceu em Chicago, Illinois, é filho de Joane e Lewis Savage, dois consultores imobiliários. É irmão do ator e diretor Fred Savage, conhecido pelo seriado The Wonder Years (1988-1993), também é irmão da atriz, Kala Savage. Seus avós eram judeus e da Polônia, Ucrânia, Alemanha e Letônia, e Savage foi criado no judaísmo reformista.
Savage estagiou para o senador norte-americano Arlen Specter em 2003, como requisito para concluir seus estudos na Universidade de Stanford, onde se formou em 2004, com um diploma em Ciência Política. Ben também foi membro da fraternidade Sigma Chi.

## Filmografia
| Filmes      | Filmes                               | Filmes                       | Filmes                                         |
| Ano         | Título                               | Papel                        | Notas                                          |
| ----------- | ------------------------------------ | ---------------------------- | ---------------------------------------------- |
| 1989        | Little Monsters                      | Eric Stevenson               |                                                |
| 1990        | Hurricane Sam                        | Sam Kelvin                   | Para TV                                        |
| 1992        | She Woke Up                          | Andy                         | Para TV                                        |
| 1992        | Big Girls Don't Cry... They Get Even | Sam                          |                                                |
| 1994        | Aliens for Breakfast                 |                              | Para TV                                        |
| 1994        | Clifford                             | Roger                        |                                                |
| 2002        | Swimming Upstream                    | Teddy Benevides              |                                                |
| 2006        | Car Babes                            | Ford Davis                   |                                                |
| 2007        | Making It Legal                      | Todd                         | Para TV                                        |
| 2007        | Palo Alto, CA                        | Patrick                      |                                                |
| 2010        | Closing Time                         | Jared                        | Curta                                          |
| 2010        | Doesn't Texas Ever End               | John                         |                                                |
| 2013        | Girl Meets Boy                       | Scott                        |                                                |
| Televisão   |                                      |                              |                                                |
| Ano         | Título                               | Papel                        | Notas                                          |
| 1988        | Dear John                            | Matthew Lacey                | 5 episódios                                    |
| 1990        | The Wonder Years                     | Curtis Hartsell              | 1 episódio                                     |
| 1990        | A Family for Joe                     | Chris Bankston               | Elenco Regular 1º Temporada                    |
| 1993        | Wild Palms                           | Coty Wyckoff                 | Elenco Regular                                 |
| 1996        | Maybe This Time                      | Cory Matthews                | Participação;1 episódio                        |
| 1996        | Party of Five                        | Stuart                       | 2 episódios                                    |
| 1997        | Teen Angel                           | Cornelius 'Cory' A. Matthews | Participação;1 episódio                        |
| 2000 / 1993 | Boy Meets World                      | Cory Matthews                | Protagonista;158 episódios                     |
| 2005        | Still Standing                       | Seth Cosella                 | Participação especial;1 episódio               |
| 2005        | Phil of the Future                   | Ele Mesmo                    | Episódio: "Time Release Capsule"               |
| 2008        | Chuck                                | Mark Ratner                  | Episódio: "Chuck Versus the Cougars"           |
| 2008        | Without a Trace                      | Kirby Morris                 | Episódio: "Cloudy with a Chance of Gettysburg" |
| 2011        | Shake It Up                          | Andy Burns                   | Episódio: "Review It Up"                       |
| 2011        | Bones                                | Hugh Burnside                | Episódio: "The Male in the Mail"               |
| 2014-2017   | Girl Meets World                     | Cornelius A. "Cory" Matthews | Elenco Regular; Diretor de 10 episódios        |
| 2015        | Criminal Minds                       | Jason Gideon Jovem           | Episódio: "Nelson's Sparrow"                   |
| 2017        | Still the King                       | Gene                         | 4 episódios                                    |
| 2018        | Speechless                           | Stuart                       | Episódio: "L-O-N--LONDON: Part 1"              |

## Prêmios e Indicações
| Prêmios |                     |                                                     |                 |           |
| Ano     | Premiação           | Categoria                                           | Trabalho        | Resultado |
| 1990    | Young Artist Awards | Melhor Ator Jovem                                   | Little Monsters | Indicado  |
| 1994    | Young Artist Awards | Melhor Ator Jovem em Papel Principal em Série de TV | Boy Meets World | Indicado  |
| 1997    | Young Artist Awards | Melhor Performance                                  | Boy Meets World | Indicado  |
| 1998    | YoungStar Awards    | Melhor Performance                                  | Boy Meets World | Indicado  |
| 1998    | Young Artist Awards | Melhor Performance                                  | Boy Meets World | Indicado  |
| 2000    | Kids' Choice Awards | Amigos Favoritos da TV                              | Boy Meets World | Venceu    |